# Błędnica butwica
Błędnica butwica, kapturnica butwica (Xylena vetusta) – gatunek motyla z rodziny sówkowatych. Zamieszkuje Palearktykę od Półwyspu Iberyjskiego po wschodnią Syberię. Gąsienice są polifagicznymi fitofagami.

## Taksonomia
Gatunek ten opisany został po raz pierwszy w 1813 roku przez Jacoba Hübnera pod nazwą Noctua vetusta. Jako miejsce typowe wskazano Europę. Takson ten zajmuje pozycję siostrzaną względem azjatyckiego X. czernilai, zdefiniowanego jako obejmujący również populacje opisane początkowo jako X. alexander i X. andreas, co potwierdziła molekularna analiza regionu 5' sekwencji kodujących podjednostkę I oksydazy cytochromowej (CO1-5P).

## Morfologia

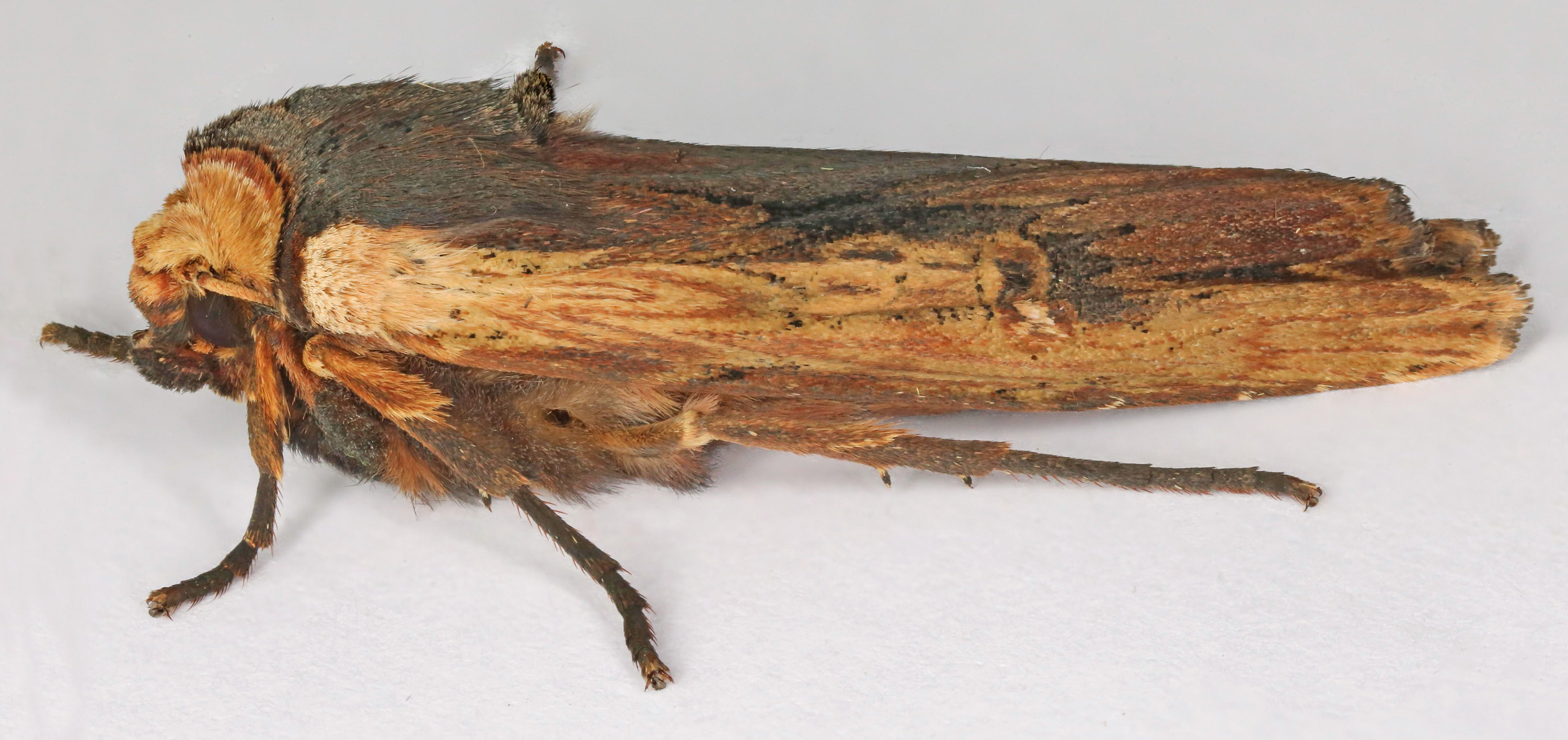
Imago w spoczynku

Motyl ten osiąga od 55 do 62 mm rozpiętości skrzydeł. Ciało jego ma niewielką głowę o dobrze wykształconej ssawce i wąskim, porośniętym przylegającymi, włosowatymi łuskami czole. Na szerokim i z wierzchu wysklepionym tułowiu występują łuski włosowate i łopatowate. Skrzydło przednie jest wąskie, długie, o długości od 25 do 29 mm. Tło skrzydła jest żółtobrunatne, a jego tylna krawędź rdzawobrunatna i wyraźnie ciemniejsza od tła na jego środku. Na wzór przedniego skrzydła składają się rdzawobrunatne plamka nerkowa i przepaska falista oraz czarna kreska pomiędzy nimi. Nie występują plamka okrągła ani przepaski wewnętrzna i zewnętrzna. Skrzydło tylne jest zaokrąglone i ubarwione jednolicie brunatnie, ciemniej niż przednie. Spłaszczony odwłok ma kilka kępek łusek na wierzchniej stronie. Genitalia samca różnią się od tych u siostrzanego X. czernilai m.in. dłuższym unkusem o węższym wierzchołki, zaokrąglonym wierzchołkiem walwy i inną budową wezyki. Genitalia samicy odróżniają się od tych u siostrzanego X. czernilai znacznie mniejszym i słabiej zesklerotyzowanym ujściem torebki kopulacyjnej, węższym i słabiej zesklerotyzowanym przewodem tejże torebki, krótszym jej wyrostkiem oraz dłuższym jej korpusem z parą krótszych znamion.
Ubarwienie młodych gąsienic jest zielone z podłużnymi paskami i kropkami. U gąsienic ostatniego stadium podstawowa barwa ciała może mieć różne odcienie zieleni, brązu lub czerwieni.

## Ekologia i występowanie
Owad ten zasiedla widne lasy, polany, skraje lasów, zręby, lasostepy, łąki, pastwiska, pola, torfowiska, mokradła, tereny nadrzeczne i ogrody. Częstszy jest na stanowiskach wilgotniejszych. Owady dorosłe pojawiają się w sierpniu lub we wrześniu. Żerują na przejrzałych owocach. Często przylatują do sztucznych źródeł światła. W pozycji spoczynkowej przypominają odłupany kawałek drewna. Owad dorosły jest stadium zimującym. Hibernuje na powierzchni gleby. Budzą się wczesną wiosną. Dożywają do maja. Żerowanie gąsienic odbywa się od maja do lipca, za dnia. Są skrajnie polifagicznymi fitofagami. Wśród ich roślin żywicielskich wymienia się m.in.: babki, dzięgiel leśny, groch zwyczajny, jaskier ostry, kapustę warzywną, klony, koniczyny, kostrzewy, lepnice, lipy, lucernę siewną, manny, mietlicę rozłogową, mniszki, mozgę trzcinowatą, oczeret Tabernemontana, osty, ostróżki, ponikło błotne, porzeczkę czarną, przytulie, rdesty, skrzypy, trzciny, trzęślice, turzyce, wierzby, wilżyny, woskownicę europejską i żabieniec babkę wodną. Przepoczwarczenie następuje w kokonie zbudowanym pomiędzy liśćmi na powierzchni gleby. W cieplejszym klimacie gąsienica potrafi w pełni wyrosnąć już pod koniec maja i spędzić w kokonie kilka miesięcy przed przepoczwarczeniem.
Gatunek palearktyczny. W Europie znany jest z niemal wszystkich krajów, włącznie z Islandią. W Afryce Północnej zamieszkuje Maroko. Z terenu Azji podawany jest z zachodniej i wschodniej Syberii, Turcji, Libanu, Izraela.